# Розенблют, Арианна
Арианна Райт Розенблют (англ. Arianna Wright Rosenbluth, 15 сентября 1927, Хьюстон, Техас — 28 декабря 2020, Пасадина, Калифорния) — американский физик, внесла вклад в разработку алгоритма Метрополиса — Гастингса. Она написала первую полную реализацию метода Монте-Карло на основе марковских цепей.

## Ранние годы и образование
Арианна Райт родилась в Хьюстоне (штат Техас, США) 15 сентября 1927 года в семье учительницы Леффи Вудс и Огастаса Райта, офисного управляющего в цветочной компании, и была единственным ребёнком в семье. Она училась в Институте Райса (ныне — Университет Райса), где в 1946 году получила степень бакалавра наук. Во время учёбы в колледже она участвовала в соревнованиях по фехтованию и выиграла чемпионат Техаса среди женщин по фехтованию на рапирах, а также чемпионат Хьюстона среди мужчин. Она прошла отбор на Олимпиаду, но не смогла принять участие, так как летние Олимпийские игры 1944 года были отменены из-за Второй мировой войны, а затем она не могла позволить себе поехать на игры 1948 года в Лондон.
Розенблют получила степень магистра искусств в колледже Рэдклифф в 1947 году, а затем начала работу над докторской диссертацией по физике в Гарвардском университете под руководством лауреата Нобелевской премии Джона Хазбрука Ван Флека. В то время Ван Флек также был научным руководителем будущего лауреата Нобелевской премии Ф. У. Андерсона и философа науки Томаса Куна. Она завершила свою диссертацию под названием «Некоторые аспекты парамагнитной релаксации» в 1949 году в возрасте 22 лет.

## Карьера
После защиты диссертации Розенблют выиграла постдокторскую стипендию Комиссии по атомной энергии в Стэнфордском университете, где она училась, а затем перешла на штатную должность в Лос-Аламосскую национальную лабораторию, где её исследования были сосредоточены на разработке атомной бомбы и статистической механике.
Вместе с Маршаллом Розенблютом она проверила аналитические расчёты для испытания «Иви Майк» с использованием компьютера SEAC в Национальном бюро стандартов. После завершения работы над MANIAC I в Лос-Аламосе она сотрудничала с Николасом Метрополисом, Маршаллом Н. Розенблютом, Августой Х. Теллер и Эдвардом Теллером для разработки первого алгоритма Монте-Карло на основе марковских цепей, в частности, прототипического алгоритма Метрополиса — Гастингса, в основополагающей статье «Вычисления уравнений состояний с помощью быстрых вычислительных машин». В тесном сотрудничестве со своим мужем Маршаллом она разработала реализацию алгоритма для аппаратного обеспечения MANIAC I, что сделало её первым человеком, когда-либо реализовавшим метод Монте-Карло на основе марковских цепей.
В течение следующих нескольких лет Арианна и Маршалл Розенблют применили этот метод к новым исследованиям статистических механических систем, включая трёхмерные твёрдые сферы и двумерные молекулы Леннарда-Джонса, а также двух- и трёхмерные молекулярные цепи.
После рождения первого ребёнка Розенблют оставила исследовательскую работу, чтобы сосредоточиться на семье.

## Личная жизнь
Во время учёбы в Стэнфордском университете Арианна познакомилась с Маршаллом Розенблютом, и 26 января 1951 года они поженились. У них было четверо детей; пара развелась в 1978 году. В 1956 году она переехала из Лос-Аламоса в Сан-Диего, Калифорния, где Маршалл начал работать в General Atomic. В итоге она переехала в Принстон (штат Нью-Джерси, США), прежде чем окончательно обосноваться в районе Большого Лос-Анджелеса. После развода она сохранила свою фамилию, полученную от мужа.
Розенблют умерла от осложнений COVID-19 в районе Большого Лос-Анджелеса 28 декабря 2020 года во время пандемии COVID-19. Ей было 93 года.